# Gerónimo Arnedo Álvarez

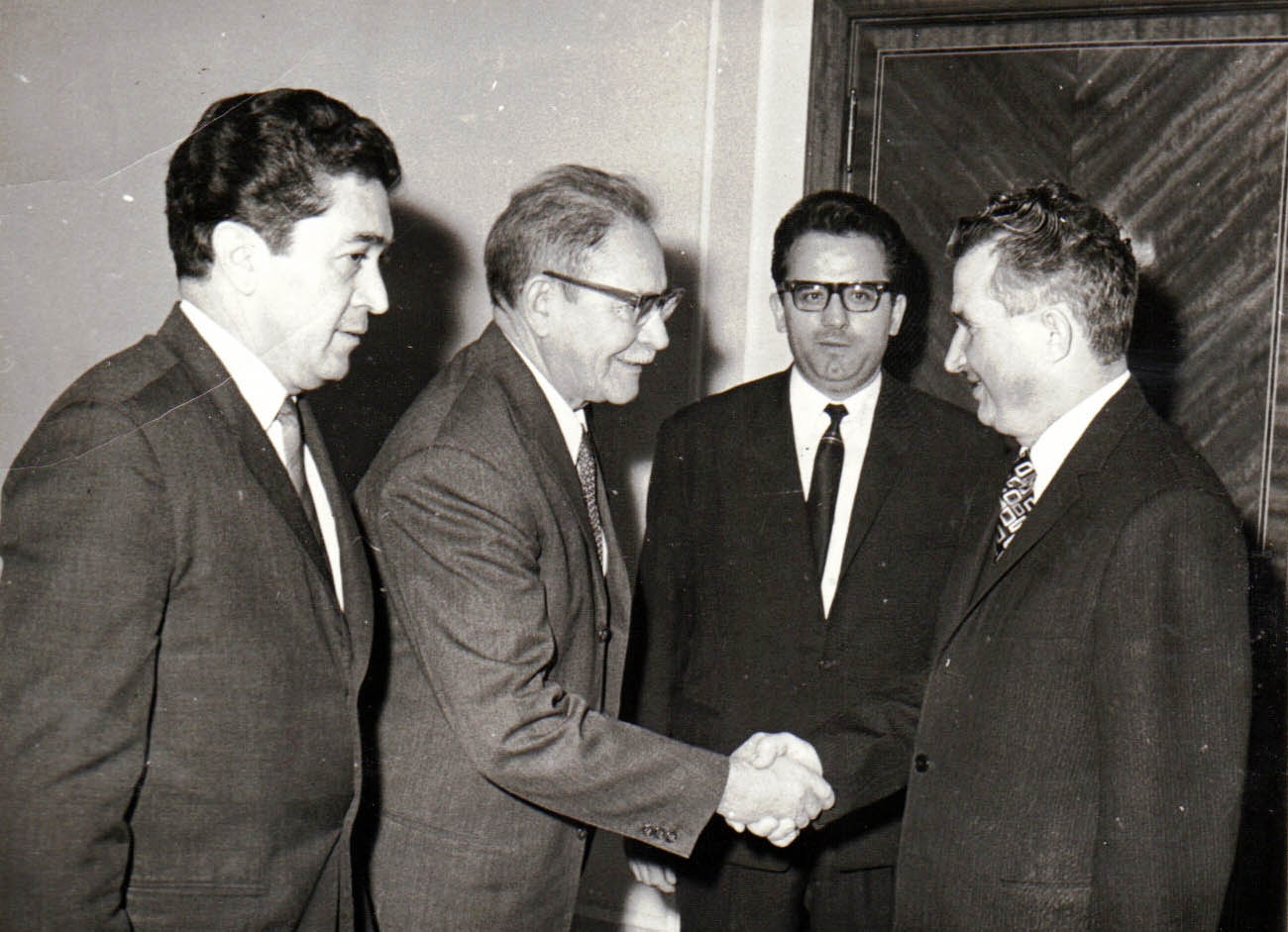
Gerónimo Arnedo Álvarez mit Nicolae Ceaușescu

Gerónimo Arnedo Álvarez (* 14. Oktober 1897 in San Nicolás, heute zu Buenos Aires gehörend; † 12. Juni 1980) war ein argentinischer Politiker. Er war von 1938 bis 1941 sowie von 1963 bis zu seinem Tode Generalsekretär des ZK der Kommunistischen Partei Argentiniens.

## Leben
Arnedo Álvarez entstammte einer Arbeiterfamilie und arbeitete von 1913 bis 1933 als Land- und Hafenarbeiter in der Region um Buenos Aires. 1925 trat er in die KP Argentiniens ein. 
Ab 1930 war er Partei- und Gewerkschaftsfunktionär in Avellaneda, einer Hafenstadt vor den Toren von Buenos Aires. 1933 wurde er in das ZK der KP Argentiniens gewählt. Kurze Zeit später nach Moskau geschickt, wo er die Internationale Lenin-Schule besuchte. Nach dem Schulabschluss half Arnedo Álvarez beim Bau der Moskauer Metro. 1935 kehrte er nach Buenos Aires zurück. Von 1935 bis 1937 war er Vorsitzender der Parteiorganisation der Provinz Buenos Aires. Im Juni 1938 wurde Arnedo Álvarez in das Exekutivkomitee und zum Generalsekretär des ZK der KP Argentiniens gewählt. 
Zwischen 1930 und 1931 sowie im Februar 1943 war er aufgrund seiner kommunistischen Tätigkeit inhaftiert.
Arnedo Álvarez war der Autor zahlreicher Bücher und Schriften über die argentinische Gesellschaft und Arbeiterbewegung.

## Werke
- El papel del partido en la lucha por la organización, consolidación y desarrollo de los movimientos de masas. Ed. Anteo, Buenos Aires 1963.
- Arraiguemos màs y màs la organización partidaria entre la clase obrera y el pueblo. Ed. Anteo, Buenos Aires 1967.
- Derrotar la dictadura de los monopolios con el frente democràtico nacional de los argentinos. Ed. Anteo, Buenos Aires 1968.
- Argentina frente a la dictadura de los monopolios y la opinión de los comunistas. Ed. Anteo, Buenos Aires 1969.
- Los comunistas y la institucionalización del país. Ed. Anteo, Buenos Aires 1972.
- Cuatro decadas de los procesos argentinos. Fundamentos, Buenos Aires 1977.
- Por el Convenio Nacional Democrático. Escritos 1975–1980. Fundamentos, Buenos Aires 1981.

## Ehrungen
- Karl-Marx-Orden (DDR, 1977)